# Chilo diffusilinea
Chilo diffusilinea là một loài bướm đêm trong họ Crambidae.